# Hecalapona forceps
Hecalapona forceps är en insektsart som beskrevs av Delong 1977. Hecalapona forceps ingår i släktet Hecalapona och familjen dvärgstritar. Inga underarter finns listade i Catalogue of Life.